# Нижні Кайракти
Нижні Кайракти́ (каз. Төменгі Қайрақты) — село у складі Шетського району Карагандинської області Казахстану. Адміністративний центр Нижньокайрактинського сільського округу.
Населення — 612 осіб (2021; 787 у 2009, 1041 у 1999, 2524 у 1989).
До 2007 року село мало статус селища, станом на 1989 рік — статус селища міського типу і називалось Кайракти.